# 프린세스 앤 아이
《프린세스 앤 아이》(영어: Princess and I)는 2012년부터 2013년까지 방영된 필리핀의 드라마이다.